# Doberman
El Doberman Pinscher (anomenat alternativament Dobermann en molts països) o Doberman és una raça de gos que forma part de la família dels Pinschers d'origen alemany. El Doberman Pinscher forma part de les races d'animals de companyia més comunes, i aquesta en concret és coneguda per la seva intel·ligència, alerta, i companyia lleial.
Tot i que també es fan servir com a gossos de guàrdia, gossos de vigilància, o gossos de policia, avui dia aquestes funcions no els són tan habitual.
De molts països, el Doberman Pinscher n'és una de les races més característiques, en part a causa del seu paper en la societat, com també per a la seva presència als mitjans de comunicació. La reproducció controlada n'ha millorat les característiques, i el Doberman Pinscher modern és una raça plena d'energia i vida, ideal per a la companyia i vida en família.
El Doberman és una raça relativament recent, deu el seu nom al sinòleg alemany Karl Friedrich Louis Dobermann, que a la fi del segle xix, emprèn la tasca de crear una nova raça de gos que li servís eficaçment en el seu difícil treball com a recaptador d'impostos. Per aconseguir el naixement d'aquesta nova raça, es van dur a terme encreuaments d'altres races canines com el Rottweiler, el Beauceron, el Weimaraner, el Terrier de Manchester, o el Pinscher. La principal funció d'aquesta raça en els seus orígens, va ser la de protegir el seu creador davant potencials assaltants interessats en la recaptació dels impostos que, per imperatiu de l'ofici, solia portar amb ell.

## Nom
En l'origen de la raça, aquest gos es coneixia com a Thüringer Pinscher o Polizeilicher Soldatenhund (Gos soldat policial), però al voltant de l'any 1900 es va imposar el nom de Dobermann pinscher en honor del seu creador: Karl Friedrich Louis Dobermann. Finalment se li va acabar suprimint la terminació pinscher i, en general avui dia se'l coneix com a Doberman a seques.

## Història
Aquesta raça deu el seu nom a Karl Friedrich Louis Dobermann, un vigilant nocturn i recaptador d'impostos que entre el 1834 i el 1894 s'encarregava de la custòdia d'una gossera a la ciutat d'Apolda (Turíngia, Alemanya).
A partir del primer any de vigilància va començar a necessitar un gos per a defensar-se, però cap de les races que tenia a l'abast era de la seva sencera satisfacció. Va ser llavors quan va emprendre una tasca tan arriscada com difícil: crear la seva pròpia raça a partir d'exemplars adquirits al mercat o capturats al camp.
Per assolir aquesta nova raça de gos, Karl Friedrich Louis va haver d'encreuar altres races com ara el Rottweiler, el Beauceron, el Weimaraner, el Manchester terrier o el pinscher. Així, doncs, es pot confirmar que el que volia aconseguir amb la creació d'aquesta raça era protegir-se de la gent interessada indegudament en les pecúnies que habitualment duia a sobre.

## Procedència

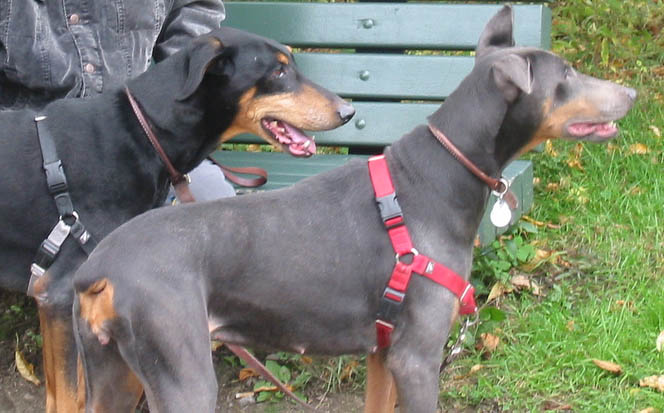
Un Doberman Pinscher negre i un de blau

Hi ha moltíssimes teories sobre l'origen de totes les races, i no podia ser menys el polèmic Doberman, que ha arribat a generar innombrables debats sobre aquest aspecte.
Tot i haver-hi tantes teories, es pot treure en clar que el Dobermann procedeix de l'encreuament entre mestissos alemanys i el Pinscher alemany. Aquests mestissos eren el resultat de l'encreuament entre una femella blava grisenca de procedència dubtosa, i un gos "negre i foc", la procedència del qual era, al seu torn, el resultat de l'aparellament entre un Gos bover de muntanya bernès i un gos de pastor. Després d'aquests encreuaments, van intervenir en la formació de la raça un Terrier de Manchester i una femella negra de llebrer. D'aquest escabellament d'arguments es pot extreure una contradicció: que les mateixes persones que van debatre sobre això són les que van afirmar que no hi ha relació de sang entre el Terrier de Manchester i el Doberman.
Possiblement els estudis genètics puguin algun dia donar més informació exacta sobre l'origen del Doberman.

## Descripció
Té el cos quadrat, el cap té els plans del musell i del crani paral·lels, depressió frontonasal (stop) molt lleugera, ulls petits i foscos. Orelles d'inserció alta, coll llarg i elegant, el cos és musculós, amb els membres rectes, la línia superior és recta i el pèl curt enganxat al cos.

### Alçada i pes
- Mascles:

68 cm a 72 cm 
40 kg a 45 kg 
- Femelles:

63 cm a 68 cm 
32 kg a 35 kg 

## Caràcter i temperament

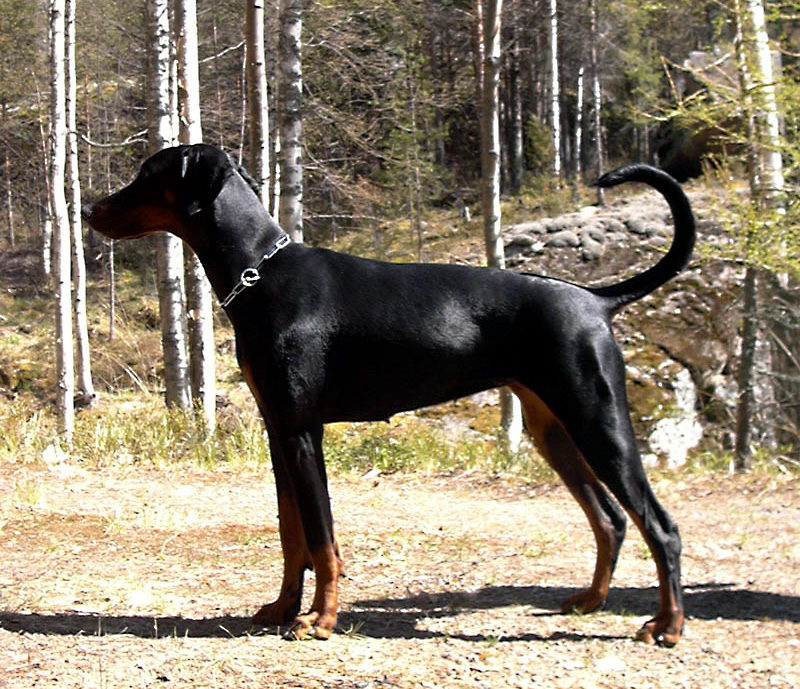
Doberman

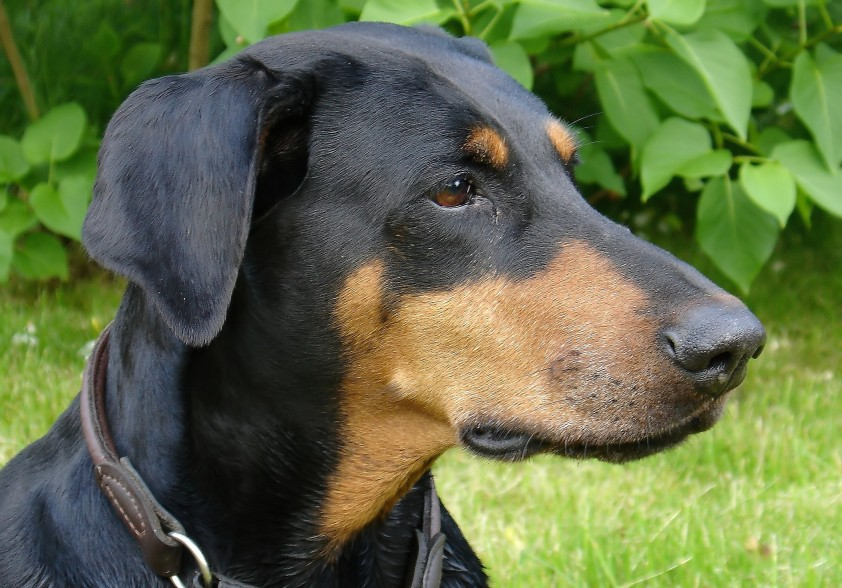
Doberman

Valent, afectuós, vivaç, decidit i elegant. Aquests 5 adjectius són els que millor defineixen al doberman. Amb una expressió decidida i inquietant, és un gos de caràcter enèrgic, orgullós i impulsiu, que, sempre que rebi un bon ensinistrament, es mostra estable, assentat i sociable. Ara bé, si no se'l tracta com cal pot arribar a convertir-se en un gos agressiu, inestable i molt perillós, pel seu enorme potencial físic.
Necessita un amo ferm i tranquil, que sàpiga imposar-se amb paciència i sobre totes les coses, afecte. Summament fidel, molt dependent de la família, demostra una devoció cega pel seu amo. És un gos amigable i afectuós sobretot amb els nens, encara que és necessària la supervisió dels pares, ja que el Doberman tendeix a jugar amb molta energia a causa del seu pes i musculatura, i pot fer-los caure o colpejar-los sense voler, i fer-los mal.
Té un sentit innat de la protecció i en la majoria dels casos, és molt desconfiat amb les persones estranyes, arribant a semblar poc afectuós o esquerp, quan en realitat no ho és en absolut.
Aquest gos és fràgil i sensible des del punt de vista emocional i no suporta les relacions conflictives. Necessita una bona socialització en tots els àmbits per a fomentar el seu sentit de la convivència amical, tant amb humans com amb altres animals, i assolir l'equilibri emocional.
Sempre se l'ha d'intentar mantenir l'estabilitat emocional, ja que, si se'l descuida o tracta malament, probablement es torni una mica depressiu o agressiu.
Ha estat considerat equivocadament un gos inestable, agressiu o perillós, tendència que avui en dia està desapareixent.
Extremadament intel·ligent, ràpidament comprèn les situacions. Un gos capaç d'aprendre més de 30 comandaments diferents.

## Altres característiques
- Mitjana de vida: de 10 a 12 anys.
- Mitjana de cadells per ventrada: 8 cadells per ventrada.

## Recomanacions de la raça
Tipus de pèl: dur, dens, llis, ben enganxat i uniformement repartit sobre el cos. No es permet llaneta interna.
Llarg del pèl: curt 
- Colors admesos: 
  - Negre i foc (***).
  - Marró i foc (***).
    - Foc: marques ben delimitades de color vermell-òxid al musell, galtes, celles, gola, dues taques al pit, en els metacarps, els metatars i peus, a la part interna de les cuixes, regió perineal i protuberàncies ilíaques.

- Colors no admesos: 
  - Blanc (Albí) Propensió a les malalties per debilitat genètica. Variació no recomanada.
  - Isabelí (color gris amb marques de color coure).
  - Negre (color negrós)